# Hospitalidade do Sul dos EUA
'Hospitalidade do sul' (Southern hospitality) é uma frase usada no Inglês Americano para descrever os moradores do sul dos Estados Unidos como particularmente calorosos, dóceis, e acolhedores para os visitantes em suas casas, ou para o Sul em geral. No inicio, durante os tempos coloniais, era só um jogo de aparências, mas com o tempo acabou virando costume real entre os sulistas, especialmente na população branca.

## Hospitalidade do Sul relatado por forasteiros
Algumas características da hospitalidade do sul foram descritos bem cedo, 1835, quando Jacob Abbott atribuiu a má qualidade das tabernas no sul à falta de necessidade para eles, dada a vontade dos sulistas de receber estranhos. Abbott escreve:
A hospitalidade dos sulistas é tão grande, que as tabernas são mal suportadas. Um viajante trajado com maneiras de um cavalheiro, encontra um ' bem-vindo ' em cada porta. Um estranho estava montando a cavalo viajando entre a Virgínia e a Carolina do Norte. É meio-dia. Ele vê uma plantação, rodeado por árvores, um pouco distante da estrada. Sem hesitar, ele chega até a porta. O cavalheiro da casa vê a sua abordagem e se prepara para recebe-lo.
Jacob Abbot descreve ainda como as melhores lojas da casa estão à disposição dos visitantes. diz Abbott:
A conversa começa animada, o cavalheiro do sul tem um tato especial em fazer um convidado feliz. Depois do jantar, os forasteiros são convidados a passar a tarde e a noite, e se você é um cavalheiro de boas maneiras e informações, o seu anfitrião será altamente gratificado. É uma característica única dos brancos sulistas.
Os alimentos são altamente aproveitados na hospitalidade do Sul, uma boa ideia de monstra a cozinha sulista aos visitantes, tentando agradar. Um bolo ou outra iguaria é frequentemente trazido à porta de um novo vizinho como um mecanismo de boas vindas. Muitas funções do clube e da igreja incluem uma refeição ou pelo menos uma sobremesa e bebidas. Igrejas no sul do país frequentemente têm grandes cozinhas de estilo comercial para acomodar essa tradição, mas muitas ceias " irmandade " são " pratos cobertos ": todos os presentes traz um prato. No entanto, se um novato chega sem um prato, ele ou ela vai ser feito para se sentir bem-vindo e servido com generosidade. Quando uma morte ou doença grave ocorre, vizinhos, amigos membros, e da igreja geralmente trazer comida para a família enlutada por um período de tempo. Uma série de receitas aborda este conceito.
Outras características que incluem na Hospitalidade do Sul é a acomodação adequada ou etiqueta (ou seja, cumprimentando um " senhor" ou " senhora ", abrindo portas para as mulheres e homens tirando seus chapéus quando estão na presença de uma mulher ou dentro da casa dela), cozinhar o suficiente para todos que pode ser em torno na hora das refeições, convidando para uma funções da igreja, etc.) Embora as pessoas de fora da região (do Norte ou da Inglaterra), muitas vezes ver alguns costumes de hospitalidade do sul como estranhos ou até mesmo ofensivos (como abraçar ou\e beijar amigos e estranhos), de alguma forma, os sulistas ver esses costumes como uma maneira de fazer o visitante se sentir o mais confortável possível em uma casa ou ambiente desconhecido.

## Exame crítico
Hospitalidade do Sul foi examinado pelos sociólogos e outros cientistas sociais, um dos quais tem caracterizado as práticas como um disfarce projetado para cobrir deficiências na cultura do sul, como a escravidão. A hospitalidade do Sul dos EUA e Brasil são igualmente famosos mundialmente, de fato, as duas regiões tem uma coisa em comum; A Escravatura que existiu historicamente, sendo colônias de exploração ao contrario do Norte dos EUA e Canadá que foram coloniais apenas de povoamento e com mão-de-obra livre ou familiar. Acontece que a opinião publica na Europa e Norte dos EUA era contraria a escravidão, dai as pessoas do Sul costumavam " manter as aparências " e " boas vindas " compensando o transtorno causado nos visitantes ao presenciar as mazelas da escravatura, mas com o tempo esses costumes de hospitalidade se tornou habito automático com emoções verdadeiras e sinceridade, principalmente após 1865.
Tara McPherson escreveu:
| “ | Tradição e boas maneiras são repetidamente enquadrado como a cola que une o Sul em conjunto, distinguindo-a de outras regiões. Este é um mantra familiarizado, uma ligação a " famosa " hospitalidade do sul capitalizou muito das atrações turísticas em destaque no início do livro. Fascínios contemporâneos com a " grandeza " do Velho Sul dependem de um certo senso de decoro, e esta cena gentil de sulista é construído através de um conjunto de palco cuidadosamente manipulado, " luar " e " magnólias " de boas maneiras. Sulistas brancos frequentemente salientar a importância de manter as aparências; por exemplo, Womenfolks, Growing Up Down South , popular escritor do Shirley Abbot descreve a " teatralidade natural " inerente a hospitalidade do sul. Ela exige " um talento para assumir um papel especial em uma comédia de costumes que, aparentemente, vai correr para sempre, não importa o quão transparente seus personagens e objetivos ". Esta manutenção de uma aura de tranquilidade, apesar de um certo grau de transparência sugere que a hospitalidade do sul é uma performance, um baile de máscaras, um acordo de " ficção social ", embora poderoso com efeitos relevantes. | ” |

Hospitalidade do Sul também tem sido examinada como um reflexo das crenças religiosas profundamente arraigadas da região; a ideia de que devemos ser bons com pessoas estranhas é uma consequência de tais  parábolas bíblicas como o  Bom Samaritano. Na verdade, Ernest Hamlin Abbott escreveu em 1902, " como observâncias religiosas são no Sul como naturalmente incluído no hospitalidade da casa como qualquer outra coisa, por isso, pelo contrário, hospitalidade no Sul é parte integrante dos serviços de igreja ".